# Amtsgericht Beerfelden
Das Amtsgericht Beerfelden ein 1879 bis 1968 bestehendes Gericht der ordentlichen Gerichtsbarkeit mit Sitz in Beerfelden im heutigen Odenwaldkreis.

## Geschichte
Bis 1879 wurde die erstinstanzliche Rechtsprechung in dem Bezirk, den anschließend das Amtsgericht Beerfelden abdeckte, vom Landgericht Beerfelden wahrgenommen. Mit dem Gerichtsverfassungsgesetz von 1877 wurden die Bezeichnungen der Gerichte reichsweit vereinheitlicht. Zum 1. Oktober 1879 wurden im Großherzogtum Hessen die bisherigen Landgerichte aufgehoben und durch Amtsgerichte ersetzt. Faktisch war das eine Umbenennung.
„Landgerichte“ nannten sich nun die den Amtsgerichten direkt übergeordneten Obergerichte. Das Amtsgericht Beerfelden war so dem Bezirk des Landgerichts Darmstadt zugeordnet.
Am 1. Juli 1968 wurde der Amtsgerichtsbezirk Beerfelden aufgelöst und dem Amtsgericht Michelstadt zugeordnet.

## Bezirk
Dem Landgericht Beerfelden waren folgende Gemeinden zugeordnet:
- Airlenbach,
- Beerfelden,
- Etzean,
- Falken-Gesäß,
- Finkenbach,
- Gammelsbach,
- Güttersbach,
- Hebstahl,
- Hesselbach,
- Hetzbach,
- Hüttenthal,
- Kailbach,
- Ober-Sensbach,
- Olfen,
- Raubach,
- Schöllenbach und
- Unter-Sensbach.

## Gebäude
Das um 1910 erbaute Amtsgerichtsgebäude in der Hirschhorner Straße 58 ist ein repräsentativer Baukomplex aus zwei massiven, giebelständigen zweigeschossigen Eckbauten, Mansarddach und seitlichen Fledermausgauben und einem zurückgesetzt dazwischen liegenden, einstöckigen traufständigen Mittelbau mit Rundbogenfenstern und ausgebautem Mansarddach. Der linke Eckbau hat im Obergeschoss reich verzierte Fensterumrahmungen und an der Seite ein reich geschmücktes neobarockes Steinportal, das von einer mit Balustraden geschmückten Treppe erschlossen wird. Das im Übergangsstil von Neobarock zu Darmstädter Jugendstil erbaute Gebäude zählt zu den größten historischen Gebäuden in Beerfelden. Es ist ein Kulturdenkmal aufgrund des Hessischen Denkmalschutzgesetzes.